# Parrhesia
Parrhesia (eingedeutscht auch Parrhesie) stammt aus dem Griechischen (παρρησία) und bedeutet Redefreiheit, über alles sprechen bzw. den Freimut der Rede, übertragen auch den Mut, die Wahrheit zu sagen. Der Begriff war insbesondere in der Antike als ethisch-politisches Konzept und rhetorischer und literarischer Topos bedeutend. Im 20. Jahrhundert nahm Michel Foucault in Rahmen der Antikerezeption seines Spätwerks das Konzept auf, um einen Diskurs zu beschreiben, in dem man offen und wahrhaftig seine eigene Meinung und seine Ideen ausspricht, ohne  rhetorische Elemente, manipulative Rede oder Generalisierungen zu verwenden.
Es gibt mehrere Bedingungen für die antike und traditionelle Idee von Parrhesia. Einer, der Parrhesia verwendet, wird nur als solcher erkannt, wenn er eine glaubwürdige Beziehung zur Wahrheit hat, wenn er sich selbst oder populäre Meinungen der Kultur kritisiert, wenn die Offenbarung dieser Wahrheit ihn in Gefahr bringt, und er dennoch die Wahrheit spricht, weil er es als seine moralische, soziale und/oder politische Pflicht erachtet, dies zu tun. Weiterhin muss eine Parrhesia-sprechende Person in einer sozialen Position sein, die unterhalb derjenigen ist, die sie kritisiert. Beispielsweise ein Schüler, der die Wahrheit seiner Lehrerin gegenüber ausspricht, wäre ein zutreffendes Beispiel von Parrhesia; ein Lehrer, der die Wahrheit seiner Schülerin mitteilt, jedoch nicht.
Foucault beschreibt Parrhesia so:

“More precisely, parrhesia is a verbal activity in which a speaker expresses his personal relationship to truth, and risks his life because he recognizes truth-telling as a duty to improve or help other people (as well as himself). In parrhesia, the speaker uses his freedom and chooses frankness instead of persuasion, truth instead of falsehood or silence, the risk of death instead of life and security, criticism instead of flattery, and moral duty instead of self-interest and moral apathy.”

„Genauer gesagt, ist Parrhesia eine verbale Aktivität, in der ein Sprecher seine persönliche Beziehung zur Wahrheit äußert und dabei sein Leben riskiert, weil er das Aussprechen der Wahrheit als Pflicht erkennt, um andere Menschen zum Besseren zu bekehren oder ihnen zu helfen (wie auch sich selbst).
In Parrhesia verwendet der Sprecher seine Freiheit und wählt Offenheit statt Überzeugungskraft, Wahrheit statt Lüge oder Schweigen, das Risiko des Todes statt Lebensqualität und Sicherheit, Kritik anstelle von Schmeichelei, sowie moralische Pflicht anstelle von Eigeninteresse und moralischer Apathie.“